# Platina (canción)
«Platina» (プラチナ?) es el sencillo n.º 6 de la cantante y seiyū japonesa Maaya Sakamoto, lanzado al mercado el día 21 de octubre del año 1999.

## Detalles
El tema fue utilizado como el tercer tema opening de la serie de anime Cardcaptor Sakura, creación de CLAMP. Fue producido por Yōko Kanno al igual que todos los trabajos de Sakamoto hasta ese momento de su carrera
El título "プラチナ" estrictamente romanizado sería Purachina, pero se transforma en Platina. "Platina" es como los japoneses conocen al metal platino.
"Platina" al Igual que el Otro tema que lo acompaña "24" fue incluida en la compilación de singles Single Collection + Hotchpotch, y no fue agregado a ningún álbum original de estudio de Maaya Sakamoto.
- Datos: Q2698541